# Ana Dežman
Ana Dežman Dovč, slovenska operna pevka in pevka zabavne glasbe, * 30. december 1982, Ljubljana
Ana Dežman je diplomirana univerzitetna teologinja, operno petje pa je študirala na Akademiji za glasbo v Ljubljani pri profesorici Alenki Dernač Bunta. Kot zboristka-solistka je bila zaposlena v SNG Opera in balet Ljubljana. Večje vloge, ki jih je upodobila med leti 2020 in 2022 so Santuzza iz Mascagnijeve mojstrovine Cavalleria Rusticana, Jocasta iz Stravinskijevega opernega oratorija Oedipus Rex in Abigaille iz Verdijevega Nabucca.
Nastopa z različnimi orkestri, komornimi ter džezovskimi zasedbami, s katerimi izvaja klasično glasbo, džezovsko glasbo, slovensko popevko ter slovenske ljudske pesmi.
Je hči znane slovenske pevke zabavne glasbe Elde Viler.

## Zasebno življenje
Ana Dežman je mati dveh otrok, hčere Klare in sina Martina.

## Nastopi na glasbenih festivalih

### Slovenska popevka
- 2000: Cvetje in poletje (Jure Robežnik - Dušan Velkaverh - Jure Robežnik) - nagrada strokovne žirije za najboljšo debitantko, 9. mesto (1.034 telefonskih glasov)
- 2001: Rada bi (Patrik Greblo - Miša Čermak - Patrik Greblo) - nagrada strokovne žirije za najboljši aranžma, 2. mesto (5.328 telefonskih glasov)
- 2002: Noč želja (Rok Golob - Primož Peterca - Rok Golob) (z Brankom Robinšakom) - 7. mesto (1.412 telefonskih glasov)
- 2006: Večer za dva (Marjan Hvala - Vlado Poredoš - Primož Grašič)

### Festival narečnih popevk
- 2001: Oj, uatrak muj (Patrik Greblo - Patrik Greblo - Patrik Greblo) - nagrada strokovne žirije za najboljšo izvedbo[6]

### EMA
- 2002: Pelji me, kjer sem doma (Patrik Greblo - Milan Dekleva - Patrik Greblo) - 4. mesto (13 točk)
- 2003: Mlado srce (Jure Robežnik - Dušan Velkaverh - Patrik Greblo) (z Elektro) - 9. mesto (3 točke)
- 2004: Ni bilo zaman (Patrik Greblo - Milan Dekleva - Patrik Greblo)

## Album
| Leto | Album      | Skladbe |
| ---- | ---------- | --- |
| 2003 | Mlado srce | - Mlado srce (J. Robežnik/D. Velkaverh/P. Greblo) - Nora misel (Pazza idea) (duet z Eldo Viler) - Cvetje in poletje (J. Robežnik/D. Velkaverh/J. Robežnik) - Srečo si podajava (J. Robežnik) (duet z Eldo Viler) - Rada bi (Patrik Greblo/Miša Čermak/Patrik Greblo) - Kje so strta srca (Where Do Broken Hearts Go) (F. Wildhorn/C. Jakson, D. Velkaverh/B. Jurjevčič) - Čez sedem rek (J. Robežnik/G. Strniša/J. Robežnik) (duet z Eldo Viler) - Oj, uatrak muj (P. Greblo/P. Greblo/P. Greblo) - Upanje vedno živi (Bone of My Own) (A. Zach/H. B. Z. Efron, D. Velkaverh/A. Zach) (duet z Eldo Viler) (himna osteoporoze) - Včasih strah me je (J. Robežnik/E. Budau/J. Robežnik) - Noč želja (R. Golob/P. Peterca/R. Golob) (duet z Brankom Robinšakom) - Pogledal si me (Then You Look at Me) (J. Horner/W. Jennings, D. Velkaverh/B. Jurjevčič) - Pelji me, kjer sem doma (P. Greblo/M. Dekleva/P. Greblo, S. Fajon) - Jingle-Jangle (Barry/E. Budau/B. Grabnar) |